# 국도 제11호선 (일본)

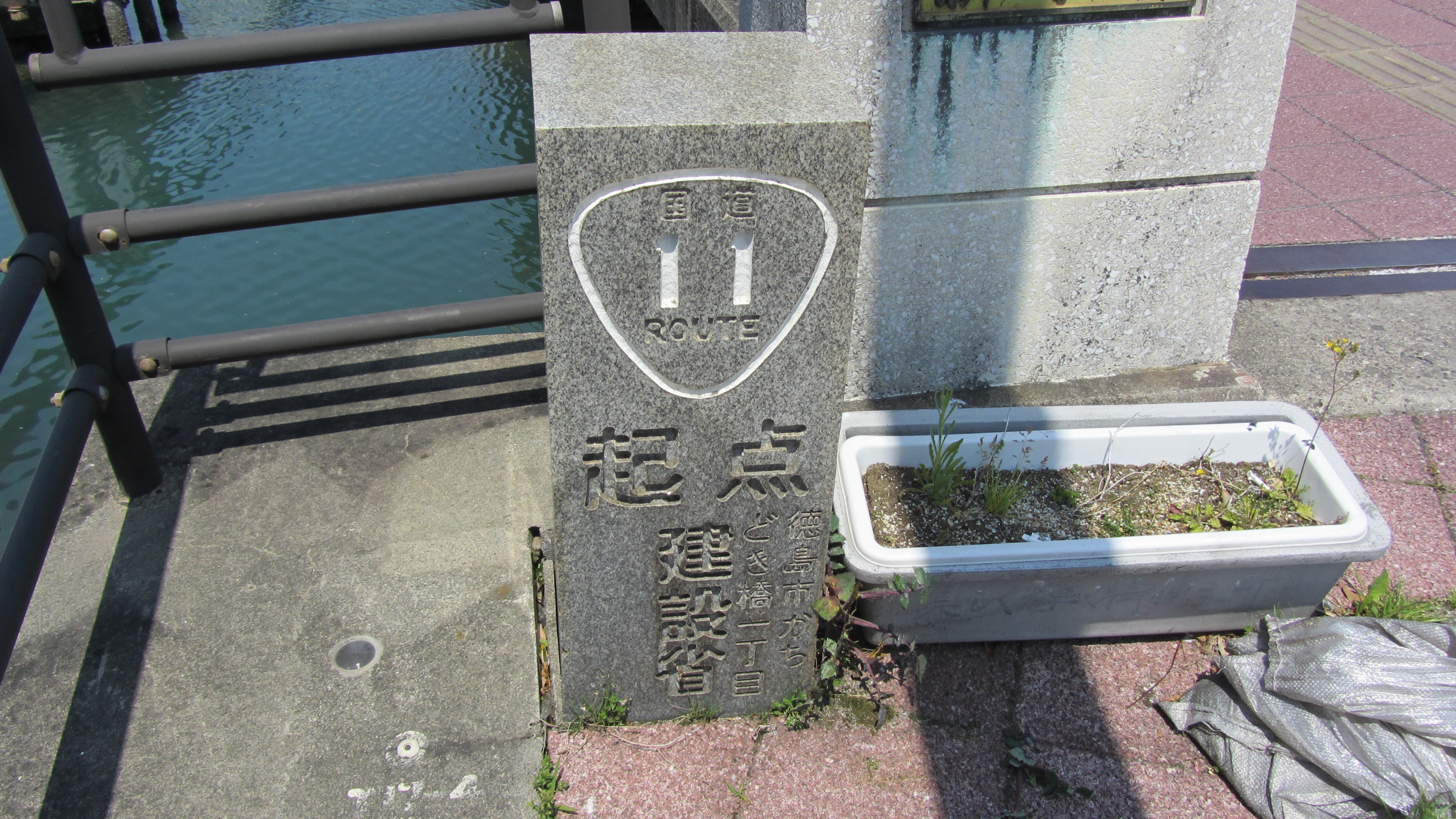
11번 국도의 기점 부근에 있는 도로원표. 도쿠시마현 도쿠시마시 가치도키바시 남측 일대

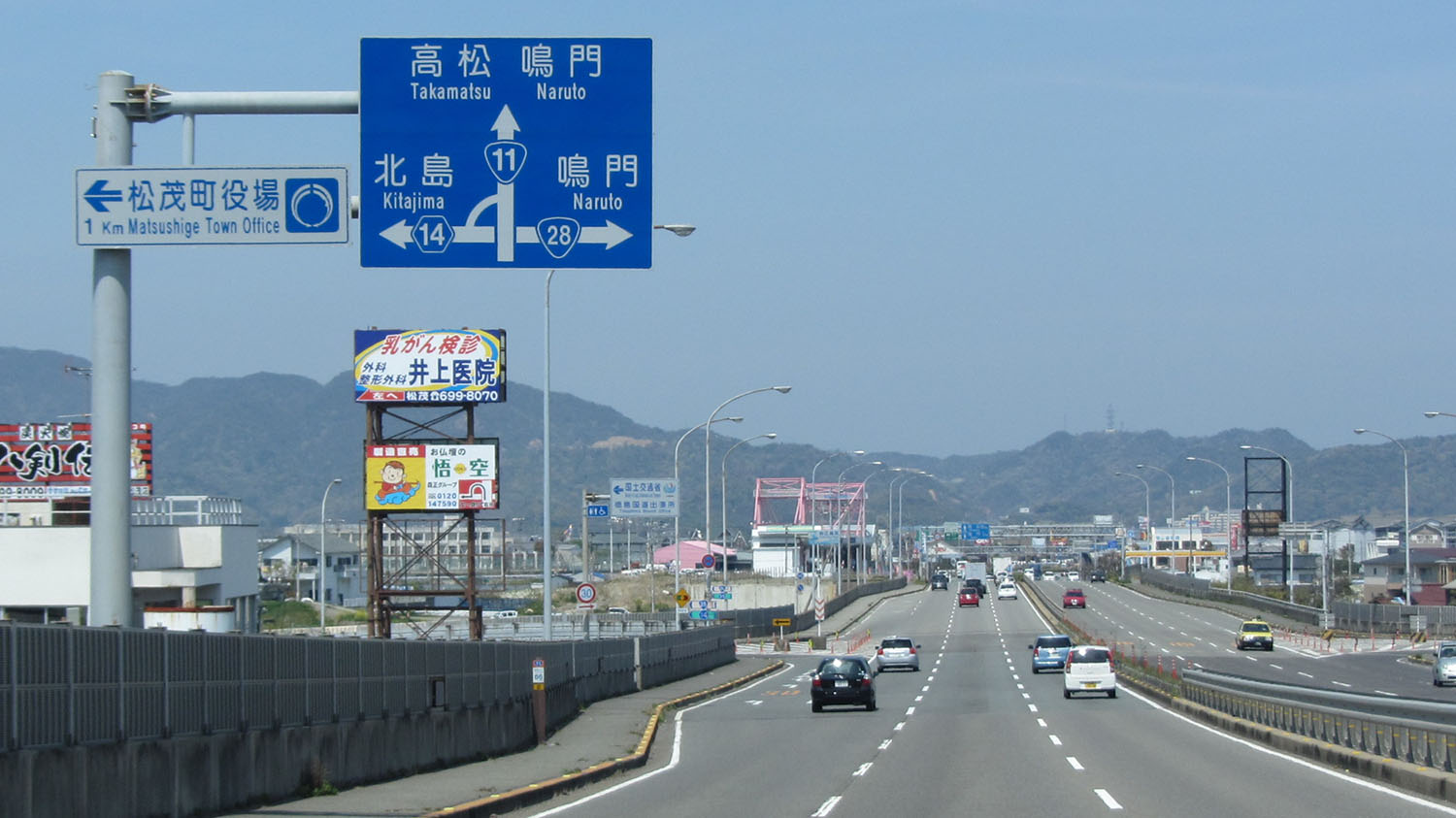
요시노가와 바이패스 (28번 국도와 분기)
도쿠시마현 이타노군 마쓰시게정

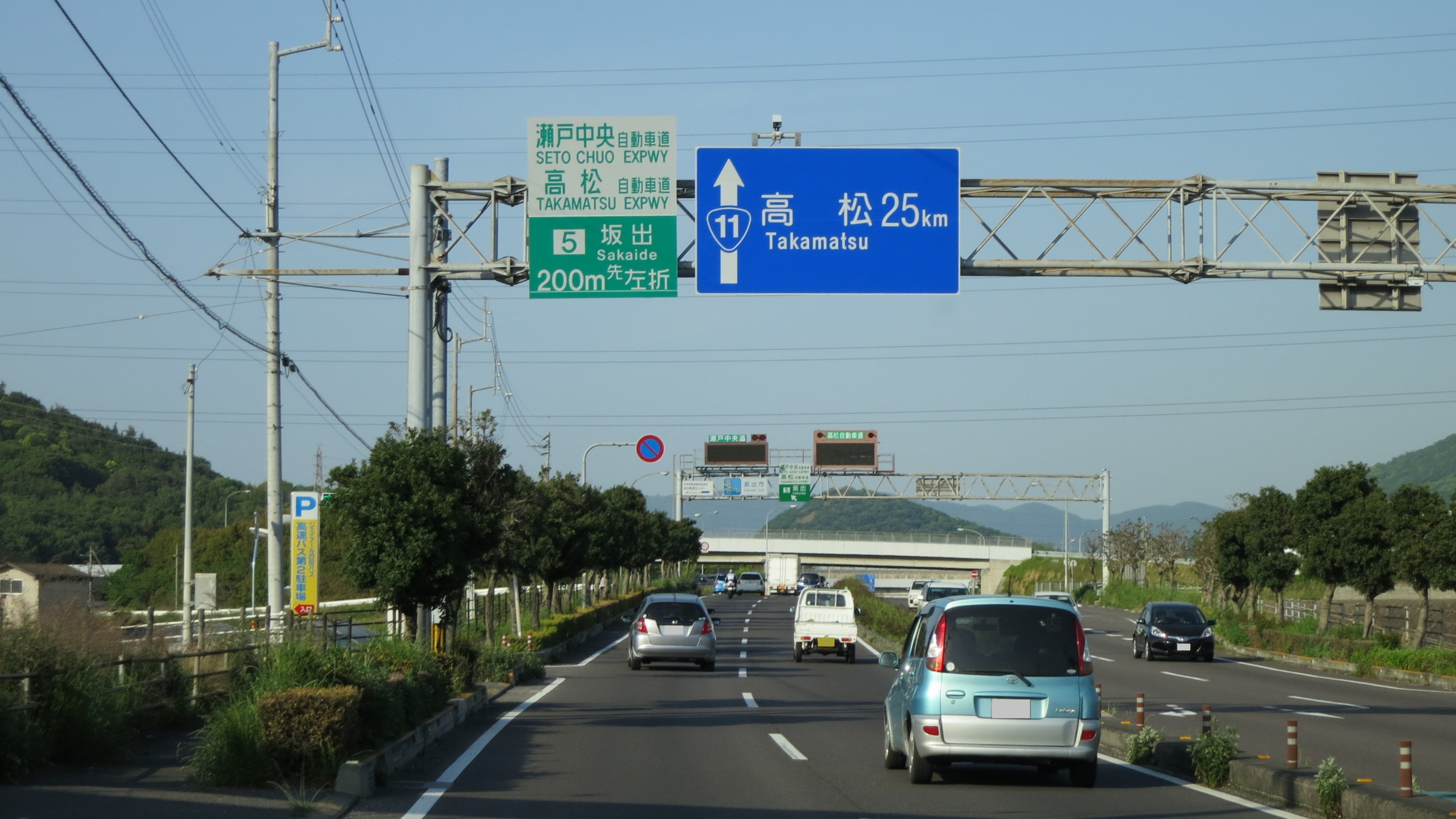
사카이데마루가메 바이패스
세토주오 자동차도 사카이데 나들목 부근.
가가와현 아야우타군 우타즈정

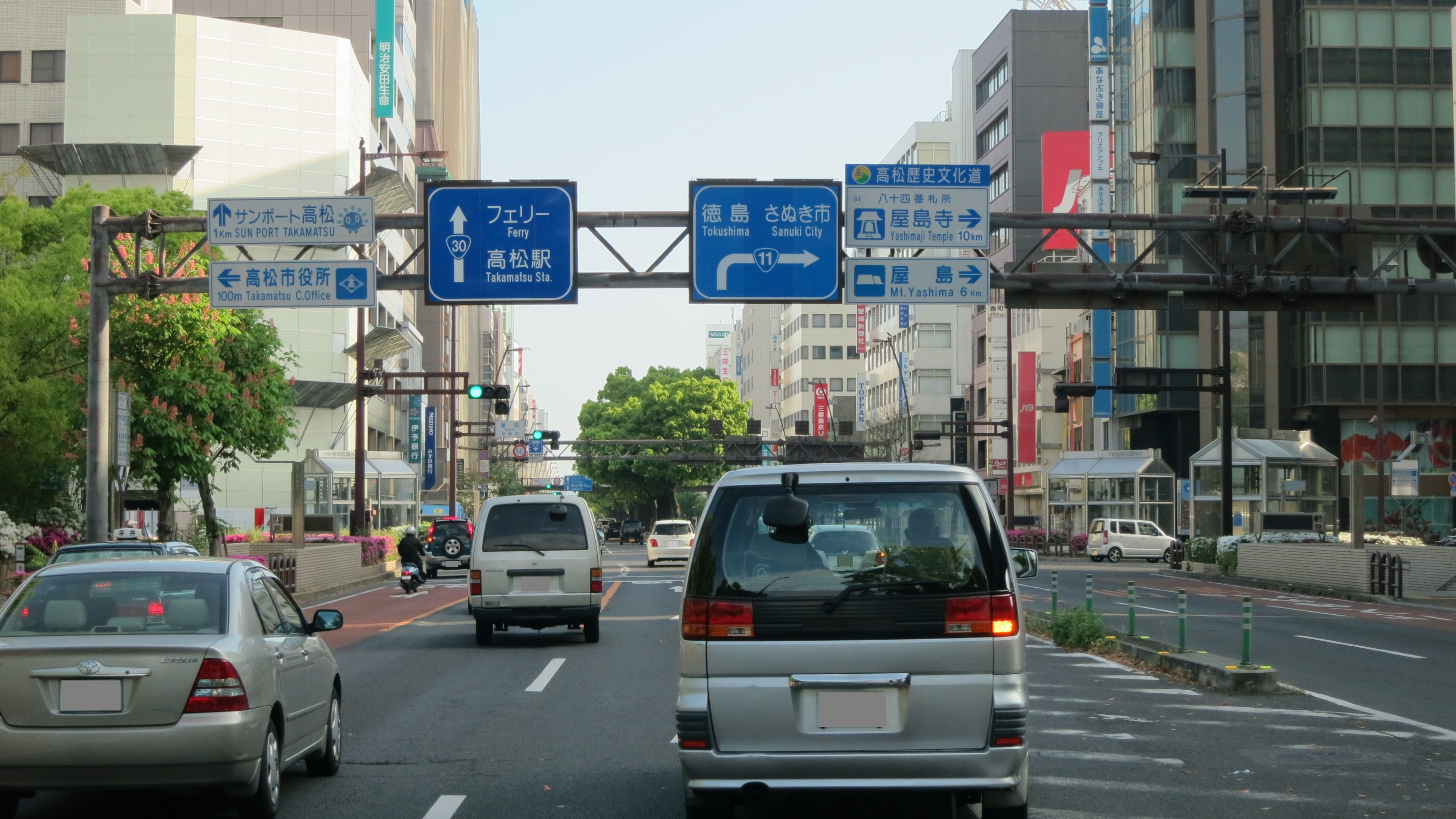
30번 국도와 중복되는 구간.
가가와현 다카마쓰시 반초1조메

국도 제11호선(일본어: 国道11号)은 일본 도쿠시마현 도쿠시마시부터 에히메현 마쓰야마시를 잇는 총 연장 275.9 km, 현도 246.5 km의 거리를 가진 일본의 일반 국도이다.

## 주요 경유지
- 도쿠시마현
  - 도쿠시마시 - 이타노군 마쓰시게정 - 나루토시

- 가가와현
  - 히가시카가와시 - 사누키시 - 다카마쓰시 - 사카이데시 - 아야우타군 우타즈정 - 마루가메시 - 나카타도군 다도쓰정 - 젠쓰지시 - 미토요시 - 간온지시

- 에히메현
  - 시코쿠추오시 - 니이하마시 - 사이조시 - 도온시 - 마쓰야마시